# Daddy John Love
Daddy John Love war ein US-amerikanischer Old-Time-Musiker.

## Leben
John Love arbeitete in einer Textilfabrik in Concord, North Carolina, und wie viele Arbeiter dieser Fabriken versuchte er sich auch als Musiker, um seinen Lebensunterhalt aufzubessern und den stickigen Fabrikhallen zu entfliehen. In derselben Fabrik arbeiteten J.E. Mainer und Wade Mainer und zusammen mit Zeke Morris wurde Love 1932 Mitglied in Mainers Crazy Mountaineers, die bald darauf zu Stars beim Radio WBT in Charlotte wurden. 1935 traf Love bei WIS in Columbia, South Carolina, auf Riley Shepard, Ollie Bunn und Clarence Todd, mit denen er die Dixie Reelers gründete. Mit dieser Gruppe machte er 1936 für Bluebird Records einige Aufnahmen.

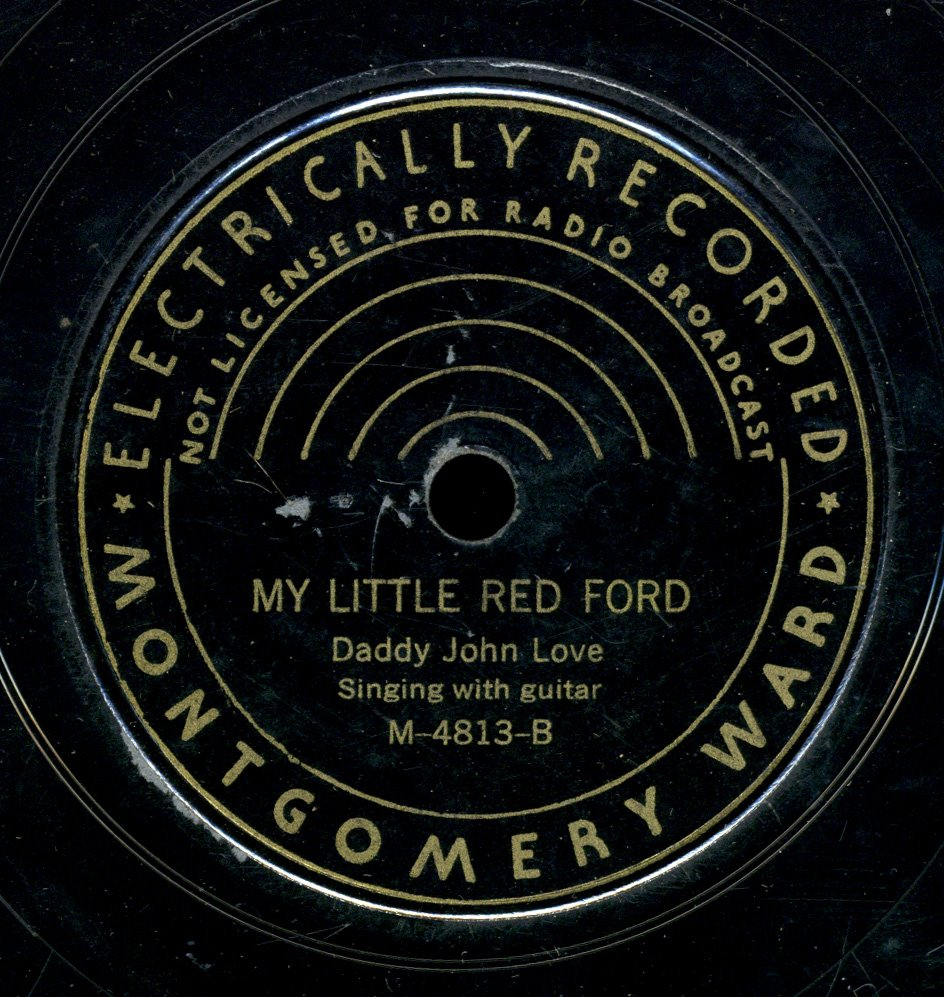
My Little Red Ford, 1936

Bereits ein Jahr zuvor hielten J.E. Mainers Mountaineers – am 6. August 1935 in Atlanta, Georgia – ihre erste Session ab, auf der Love seine ersten drei Solostücke Broken Hearted Blues, Green Back Dollar und Searching For a Pair of Blue Eyes einspielte. Am 14. Februar 1936 folgte in Charlotte eine zweite Session, wo unter anderem zwei Titel mit den Hilliard Brothers und sieben Solotitel von Love aufgenommen wurden. Auf dieser Session orientierte Love sich an dem drei Jahre zuvor verstorbenen Jimmie Rodgers, was gut an dem Beispiel Railroad Blues zu hören ist. Mit Blue Yodeling und sogenannten „train whistles“ (das imitieren eines pfeifenden Zuges) waren sie sehr nahe an Rodgers‘ Stücken. Bill C. Malone nannte Loves Zug-Imitation im Railroad Blues die Beste unter den Rodgers-Imitatoren: “The finest facsimile of Rodgers‘ train whistle was by Daddy John Love on “Railroad Blues”, recorded in 1936.” Paul Oliver und Tony Russell beschrieben Love sogar so: “The band had an excellent singer, yodeller [sic] and guitarist in Daddy John Love, who sounded like a crossover between Jimmie Rodgers and Bill Carlisle.”
Am 20. Juni 1936 folgte für Bluebird eine letzte Session in Charlotte, während der noch einmal sechs Songs produziert wurden, darunter der in den Textilarbeiterkreisen populäre Cotton Mill Blues. Love spielte fortan weiter mit J.E. und Wade Mainer, Bert Layne und Riley Puckett. Love machte auch Aufnahmen nach dem Zweiten Weltkrieg und starb ungefähr 1967.

## Diskografie
Ein Großteil der Bluebird-Aufnahmen wurde auch bei Montgomery Ward veröffentlicht.
| Jahr                    | Titel                                              | #        | Anmerkungen                            |
| ----------------------- | -------------------------------------------------- | -------- | -------------------------------------- |
| Bluebird Records        |                                                    |          |                                        |
| 1935                    | Broken Hearted Blues / Green Back Dollar           | BB-6090  |                                        |
| 1935                    | Searching For a Pair of Blue Eyes /?               | BB-6194  | B-Seite von J.E. Mainer’s Mountaineers |
| 1936                    | My Wife Went Away and Left Me / My Little Red Ford | BB-6294  |                                        |
|                         | Mean Old Jailhouse Blues / Trifflin’ Woman Blues   | BB-6366  | A-Seite mit den Hilliard Brothers      |
|                         | Cotton Mill Blues / No Place Like Home             | BB-6491  |                                        |
|                         | I Am Dreaming of Mother / Blue Days                | BB-6583  |                                        |
|                         | Railroad Blues / What Makes Him Do It?             | BB-6624  |                                        |
|                         | Over the Hills in Carolina / Budded Roses          | BB-6675  |                                        |
|                         | Homeless Child / Where Is My Mama?                 | BB-8199  |                                        |
| Unveröffentlichte Titel |                                                    |          |                                        |
| 1936                    | - I Went to See My Sweetheart                      | Bluebird | mit den Hilliard Brothers              |